# آبتاف ریمله
آبتاف ریمله روستایی از توابع ریمله دهستان رباط بخش مرکزی شهرستان خرم‌آباد در استان لرستان ایران است.